# Маскараке
Маскараке (ісп. Mascaraque) — муніципалітет в Іспанії, у складі автономної спільноти Кастилія-Ла-Манча, у провінції Толедо. Населення — 519 осіб (2010).
Муніципалітет розташований на відстані близько 80 км на південь від Мадрида, 23 км на південний схід від Толедо.

## Демографія
Динаміка населення (INE ):

## Галерея зображень

Розташування муніципалітету у провінції Толедо